# Ludwika Fryderyka Wirtemberska
Ludwika Fryderyka Wirtemberska (ur. 3 maja 1722 w Stuttgarcie, zm. 2 sierpnia 1791 w Hamburgu) – księżniczka Wirtembergii, od śmierci teścia – księcia Chrystiana Ludwika II 30 maja 1756 księżna Meklemburgii-Schwerin.
Był córką następcy tronu Wirtembergii – księcia Fryderyka Ludwika i jego żony księżnej Henrietty Marii oraz wnuczką władcy tego kraju – księcia Eberharda Ludwika. 
2 marca 1746 w Schwedt poślubiła przyszłego księcia Meklemburgii-Schwerin Fryderyka. Para nie miała dzieci.